# John Galliano
John Galliano, CBE (Gibraltar, 28 de novembro de 1960) é um estilista britânico de alta-costura.

## Carreira
Nascido Juan Carlos Antonio Galliano Guillén, filho de pai gibraltino e de mãe espanhola, John Galliano e sua família mudaram para Londres em 1966. Em 1984, graduou-se em design de moda na prestigiada St. Martins College of Art & Design em Londres, onde foi escolhido como sendo o melhor aluno do seu ano.
John Galliano foi o primeiro britânico a assumir o controle criativo de uma casa de moda francesa. Em 1995, foi escolhido por Bernard Arnault, proprietário da LVMH, para ser o novo director criativo da Givenchy. Passado dois anos, Bernard Arnault pediu para que ele levasse sua excentricidade inglesa para a Christian Dior S.A., que na altura encontrava-se em decadência. Galliano também mantém a sua própria marca, com o seu nome.
Em 25 de fevereiro de 2011, a casa Dior anunciou que havia suspendido Galliano na sequência de uma detenção sobre uma alegada agressão antissemita num bar de Paris. Três dias depois, o tablóide britânico The Sun publicou um vídeo em seu website mostrando Galliano em outro incidente no mesmo bar, proferindo insultos antissemitas a um grupo de mulheres italianas.  Em consequência deste incidente, a 1 de março de 2011 a casa Dior anunciou que John Galliano teria sido suspenso da marca.
Depois da sua saída da Dior, John Galliano passou a trabalhar para a Maison Martin Margiela.